# Народная Республика Болгария
Наро́дная Респу́блика Болга́рия (болг. Народна република България) — официальное название Болгарии с 15 сентября 1946 года по 15 ноября 1990 года, когда страна представляла собой социалистическую республику во главе с Болгарской коммунистической партией и Болгарским земледельческим народным союзом. Предпосылки для установления подобного режима появились в результате Сентябрьского восстания 1944 года, а непосредственно народная республика была провозглашена после проведения референдума 15 сентября 1946 года. В марте 1954 года Генеральным секретарём ЦК БКП был избран Тодор Живков, который пробудет на этой должности вплоть до ноября 1989 года. После отстранения Живкова от власти в стране были проведены демократические реформы, а 15 ноября 1990 года Великое народное собрание Болгарии приняло решение о смене названия страны на Республика Болгария и об упразднении коммунистической символики. 13 июля 1991 года была принята нынешняя конституция Болгарии, окончательно упразднившая существовавший до этого политический строй.

## История

### Переход к советскому строю. Борьба с горянским движением.
7 сентября 1944 года первые части 3-го Украинского фронта вошли в Болгарию, и уже в ночь с 9 на 10 сентября 1944 болгарские армейские части, совместно с отрядами партизан, совершили государственный переворот. В Софии заговорщики заняли основные объекты — Министерство обороны, Министерство внутренних дел, почту, телеграф, радио и издательства.
8 сентября 1946 года, в присутствии советских войск в Болгарии был проведён референдум. Согласно официальным результатам из 4 509 354 имеющих право голоса в референдуме приняли участие 4 132 007 избирателей (91,63 %), из которых 92,72 % проголосовали за свержение монархии и провозглашение республики. Результаты референдума подвергаются сомнению монархистами, которые настаивают на том, что на эти результаты оказала влияние находившаяся на территории страны Красная армия. 15 сентября 1946 года провозглашена Народная Республика Болгария, первым премьер-министром которой стал Георгий Димитров — старый коммунист, друг Тито и сторонник создания единого южнославянского государства в составе Югославии и Болгарии. 

В 1949 году Димитров умер в СССР. Его смерть совпала с обострением югославско-советских отношений. При новом премьер-министре в Болгарии начинается «охота на ведьм», гонения на согласных с Тито, кульминацией которой становится публичный процесс над заместителем премьер-министра Трайчо Костовым.
В общей сложности, с начала сентября 1944 года до 1 мая 1945 года в стране были проведены 137 судебных процессов; из 11469 подсудимых (среди которых были 3 члена регентского совета, 10 советников царского двора, 42 министра, 109 депутатов народного собрания, немецкий военный атташе и 32 иных сотрудника немецкого посольства, несколько сотрудников посольства Италии и военный атташе Венгрии) 2825 человек были осуждены к смертной казни, 1359 — к пожизненному тюремному заключению, 4709 — к различным по продолжительности срокам тюремного заключения, 740 — осуждены условно.
После установления социалистического строя, на территории страны начали действовать вооружённые подпольные группы (четы) состоявшие из несогласных с политикой правящей партии. В начале, четы состояли из бывших полицейских, солдат и офицеров скрывавшихся от власти, а также из активистов националистических и монархических партий. Но когда Болгарская коммунистическая партия начала проводить политику коллективизации, отряды приобрели народную поддержку, в особенности крестьянства, что вылилось в длительное вооружённое противостояние. Группы противников режима организовали, так называемое Горянское движение («лесные люди»; болг. гора — лес), которое проводило вооружённые акции с 1947 по 1956 годы. Горяне выступали против коммунистического строя, насильственной коллективизации и национализации, политических репрессий, «советизации» Болгарии и за возвращение свободы, демократии и рыночной экономики. В конце 1950-х их деятельность была полностью подавлена.
В 1950 году премьер-министром становится последовательный сталинист Вылко Червенков, он завершает коллективизацию сельского хозяйства, подавляются выступления крестьян, ускоряется индустриализация. 
После смерти Сталина постепенно уступил влияние Тодору Живкову, который возглавил Болгарскую компартию в 1954 году.

В 1955 году Народная Республика Болгария подписала вместе с СССР и шестью другими европейскими странами Варшавский договор, в ответ на вступление ФРГ в НАТО.

Почтовые марки СССР
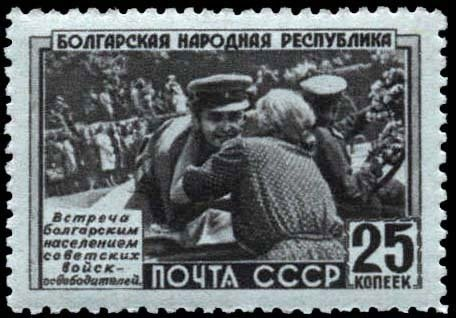
Почтовая марка СССР, 1951 год. Народная Республика Болгария. Встреча населением советских воинов-освободителей.
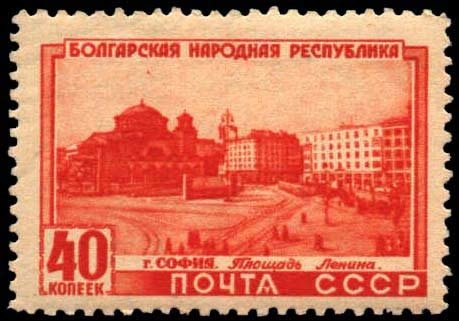
Почтовая марка СССР, 1951 год. Народная Республика Болгария. София. Площадь Ленина.
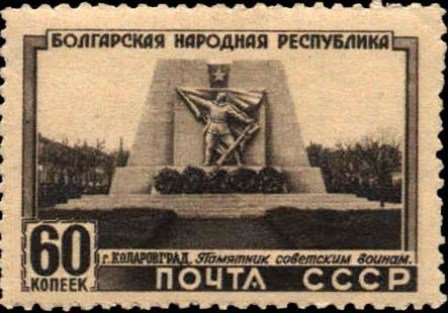
Почтовая марка СССР, 1951 год. Народная Республика Болгария. Коларовград. Памятник советским воинам.
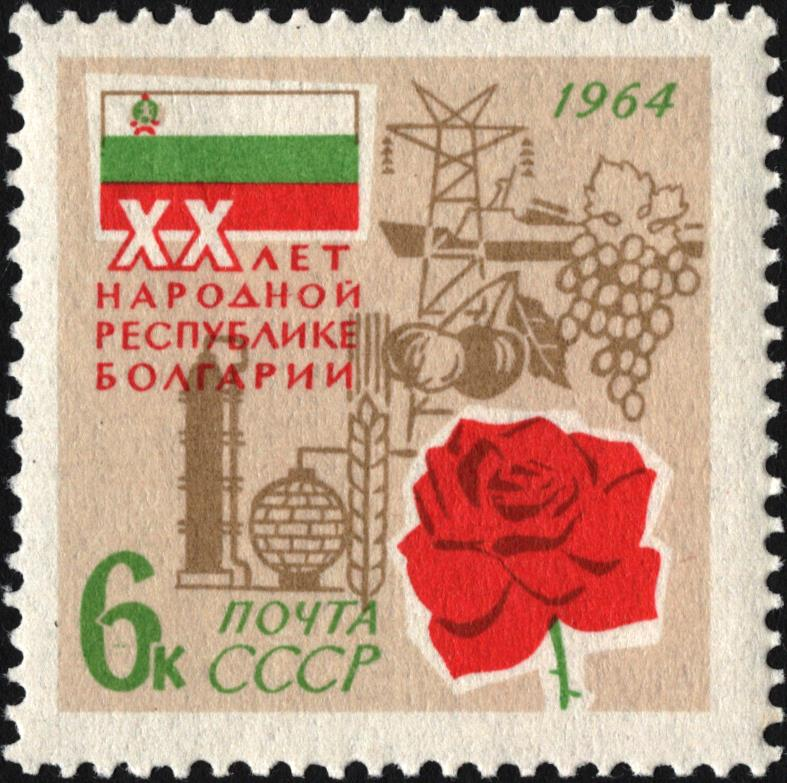
Почтовая марка СССР, 1964 год. 20 лет Социалистической революции в Болгарии
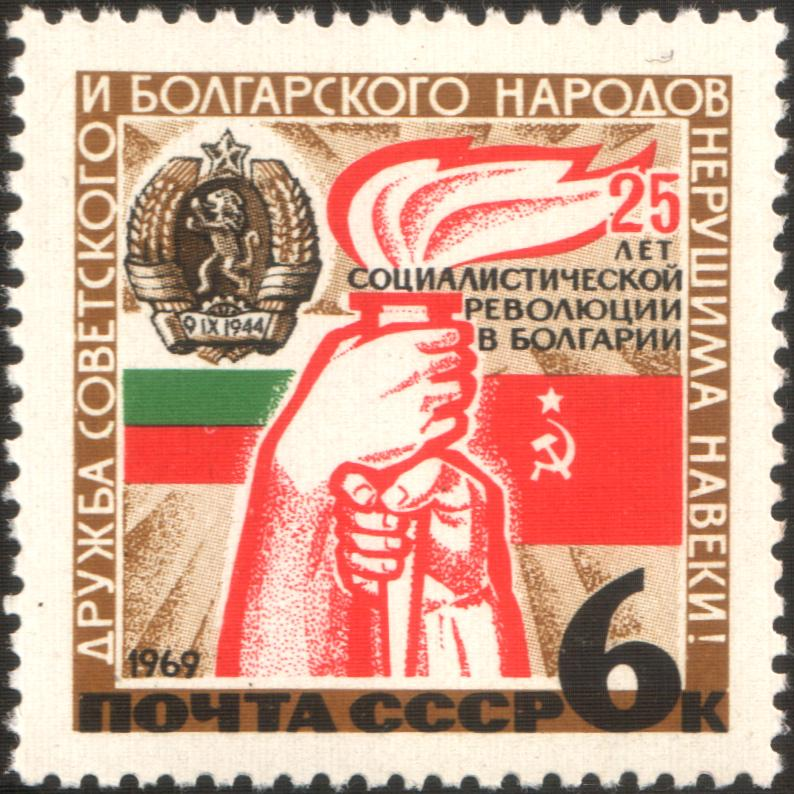
Почтовая марка СССР, 1969 год. 25 лет Социалистической революции в Болгарии
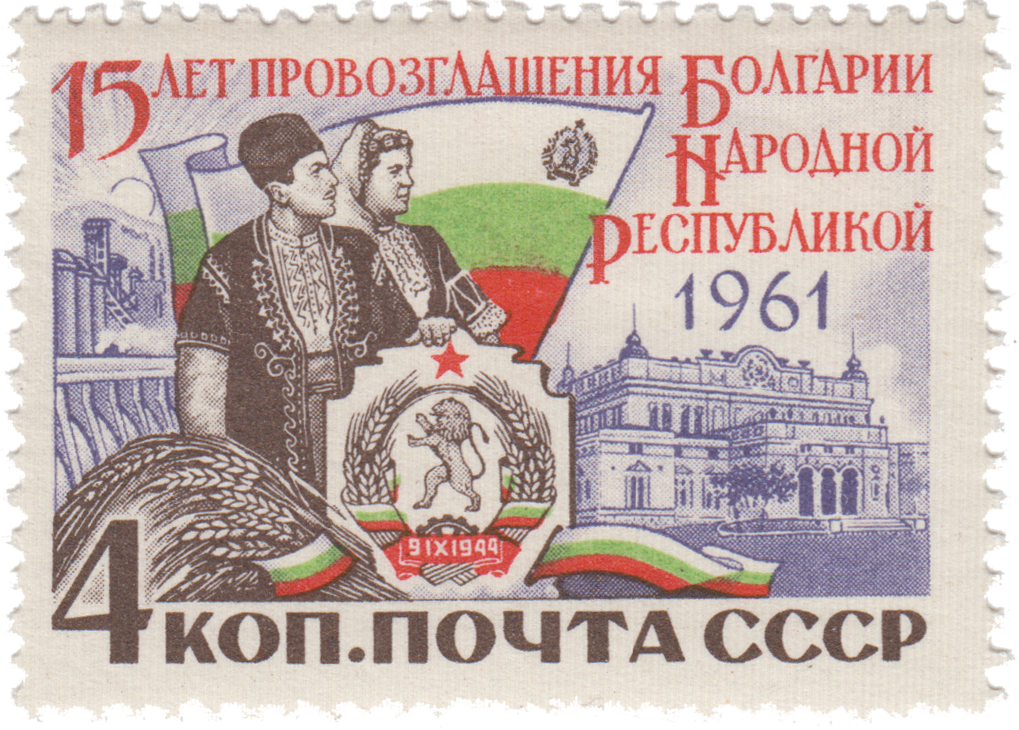
Почтовая марка СССР, 1961 год. 15 лет Народной Республики Болгарии

### Эпоха Живкова
Живков управлял Болгарией на протяжении 35 лет, с 1954 по 1989 годы. 
В Болгарии начинается оттепель, восстанавливаются отношения с Югославией и Грецией, закрываются трудовые лагеря, прекращаются преследования церкви.
Весной 1965 года группа сталинистских политиков предприняла попытку переворота с целью отстранения Живкова от власти и установления режима, ориентированного на маоистскую КНР. Однако заговор был раскрыт и подавлен органами госбезопасности.
Оставаясь политиком, лояльным Советскому Союзу, Живков поддержал подавление Венгерского восстания в 1956 году и направил войска для помощи в подавлении «Пражской весны» в 1968 году. Болгария при нём оставалась наиболее лояльным союзником Советского Союза в Восточной Европе. В январе 1984 года была проведена кампания по замене имён этнических турок на болгарские.

## Антикоммунистическое сопротивление

### Переход к парламентской демократии
Среди диссидентских объединений конца 1980-х годов наиболее заметными были Комитет по экологической защите «Русе», Независимое общество по защите прав человека, клуб в поддержку Гласности и Перестройки «Экогласность» и профсоюз «Подкрепа».
После массовых демонстраций в турецких районах весной 1989 года правительство открыло границу с Турцией, в результате чего в течение двух месяцев около 300 тысяч турок покинули Болгарию.
Общественное недовольство накалилось до предела после ареста 20 членов «Экогласности» в октябре 1989, а также после демонстрации, проведённой по инициативе этой организации перед зданием Народного собрания в начале ноября. С этой акцией выступили 4 тыс. человек, требовавшие обратить внимание на состояние окружающей среды.
10 ноября 1989 Живков был смещён с постов генерального секретаря ЦК БКП и председателя государственного совета. Премьер-министр коммунистического правительства Андрей Луканов и председатель госсовета Пётр Младенов, заменивший на этом посту Живкова, предприняли ряд шагов, направленных на демократизацию политической системы.
Некоторые реформы и решения:
- признание возможности официальной регистрации политических партий и организаций с явными антикоммунистическими платформами;
- ликвидация первичных организаций БКП на предприятиях;
- привлечение к судебной ответственности Живкова и некоторых видных функционеров БКП;
- деполитизация армии и сил безопасности;
- исключение из конституции статьи 1, гарантировавшей БКП ведущее положение в обществе и государстве;
- этническим меньшинствам было разрешено восстановить через суд свои мусульманские фамилии.

В апреле 1990 БКП была преобразована в Болгарскую социалистическую партию (БСП). 

10 и 17 июня 1990 состоялись первые выборы в Великое народное собрание, которое должно было выполнять функции парламента и конституционного собрания.
БСП получила 211 из 400 мест, Союз демократических сил (СДС) — 144 места. Остальные места в парламенте заняли представители БЗНС и Движения за права и свободы (ДПС), представлявшее интересы турецкого меньшинства.
Великое народное собрание было уполномочено принять новую конституцию. Оно начало свою работу 10 июля 1990. 1 августа 1990 президентом Болгарии был избран Желю Желев, бывший диссидент и лидер СДС. В ноябре в ответ на массовые демонстрации и четырёхдневную всеобщую забастовку правительство Луканова ушло в отставку. Независимый кандидат Димитр Попов с трудом сформировал из членов БСП и СДС коалиционное правительство.
12 июля 1991 была принята новая конституция. После ряда отсрочек 13 октября 1991 были проведены выборы в новое Народное собрание Болгарии. Сторонники СДС получили 110 из 240 мест, БСП — 106, Движение за права и свободы — 24 места. Филип Димитров, который стал председателем СДС в декабре 1990, был назначен премьер-министром. В январе 1992 Желю Желев победил в первых прямых президентских выборах, проведённых в соответствии с новой конституцией.

## Государственное устройство
Законодательный орган — Народное собрание (Народно събрание), избиралось народом сроком на 4 года. Коллективный глава государства — Президиум Народного Собрания (Президиум на Народното събрание), состоящий из председателя Президиума Народного Собрания, 2 заместителей председателя Президиума Народного Собрания, секретаря Президиума Народного Собрания и членов Президиума Народного Собрания, избирался Народным Собранием сроком на 4 года. Исполнительный орган — Совет Министров (Министерски съвет), состоящий из председателя Совета Министров (Председател на Министерския съвет), заместителей председателя Совета Министров (заместник-председатели на Министерския съвет) и министров (министри), назначался Народным Собранием.

## Административное деление
Территория НРБ делилась на округа (окръзи), каждый округ (окръг) на общины (общини), а крупнейшие города (София, Пловдив, Варна) делились на районы (райони).
Представительные органы округов — окружные народные советы (окръжни народни съвети), избирались населением сроком на 4 года, исполнительные органы — исполнительные комитеты окружных народных советов, избирались окружными народными советами.
Представительные органы общин — общинные народные советы (общински народни съвети), избирались населением сроком на 4 года, исполнительные органы — исполнительные комитеты общинных народных советов, избирались общинными народными советами.
Представительные органы районов — районные народные советы (районни народни съвети), избирались населением сроком на 4 года, исполнительные органы — исполнительные комитеты районных народны советов, избирались районными народными советами.

## Правовая система
Высшая судебная инстанция — Верховный Суд (Върховен съд), избирался Народным Собранием сроком на 5 лет, суды апелляционной инстанции — окружные суды сроком на 5 лет, избирались окружными народными советами, суды первой инстанции — народные суды, избирались населением сроком на 5 лет.

## Политические партии
- БКП, БЗНС

### Болгарская коммунистическая партия

#### Генеральные (первые) секретари
- Георги Димитров Михайлов (11 августа 1948 — 2 июля 1949)
- Вылко Вельов Червенков (2 июля 1949 — 4 марта 1954)
- Тодор Живков (4 марта 1954 — 10 ноября 1989)
- Пётр Младенов (10 ноября 1989 — 2 февраля 1990)

#### Политбюро ЦК БКП
- Георгий Иванов Атанасов (1976—1990)
- Добри Маринов Джуров (1976—1990)
- Андрей Карлов Луканов (1976—1990)
- Милко Калев Балев (1982—1989)

### Болгарский земледельческий народный союз
Болгарский земледельческий народный союз (болг. Български земеделски народен съюз, БЗНС) был основан в 1899 году как сословная крестьянская профессионально-просветительская организация, в 1908 году оформился в политическую партию зажиточного крестьянства аграрно-социалистической направленности.

#### Секретари БЗНС
- Георгий Трайков Гировски (1946—1974)
- Пётр Танчев Желев (1974—1989)

#### Секретари Постоянного Присутствия БЗНС
- Кирилл Георгиев Клисурски (1946—1958)
- Георгий Андреев Атанасов (1971—1980)
- Алекси Иванов Василев (1976—1989)
- Ангел Димитров Ангелов (1974—1989)
- Пандо Вълев Ванчев (1986—1989)
- Янко Марков Спасов (1973—1989)

## Общественные организации
Отечественный фронт основан в 1942 году, включал в себя:
- Болгарская коммунистическая партия
- Димитровский коммунистический молодёжный союз — молодёжная секция БКП (до 1956 года — Димитровский союз народной молодёжи (Димитровски съюз на народната младеж), до 1949 года — Союз народной молодёжи (Съюз на народната младеж)), возник в 1947 году путём объединения Рабочего молодёжного союза (Работнически младежки съюз), Болгарского крестьянского молодёжного союза (Български земеделски младежки съюз), левого крыла Союза социалистической молодёжи (Съюз на социалистическата младеж) и Молодёжного народного союза «Звено».
- Центральный совет профессиональных союзов (Централен съвет на профсъюзите) — профцентр БКП
- Болгарский земледельческий народный союз
- Всенародный комитет болгаро-советской дружбы

## Награды
Народная Республика Болгария имела достаточно сложную систему наград: почётных званий, медалей и орденов, во многом скопированную с советской наградной системы. На ранних стадиях формирования государства награды внешне походили на смесь царских и коммунистических наград — треугольная лента и коммунистический мотив знака. Тем не менее, имелись ордена, сохранившиеся в переработанном виде с царских времён, а также ордена, не имеющие аналогов в СССР, и характерные исключительно для Болгарии. Многие из орденов последних двух типов вошли в современную болгарскую наградную систему, тогда как все прочие были упразднены.

## Экономика
Денежная единица — лев (76 копеек СССР), был представлен:
- латунными монетами номиналом в 1, 3 (с 1962 года — 2) и 5 стотинок (1 стотинка — 1/100 лева)
- медно-никелевыми монетами номиналом в 10 и 20, а с 1962 года также 50 стотинок и 1 лев, чеканившиеся Монетным двором[9]
- государственными казначейскими билетами (с 1962 года — билетами Болгарского национального банка) номиналом в 1, 3 (с 1962 года — 2) и 5 левов эмитировались Министерством финансов НРБ (с 1962 года — Болгарским национальным банком)
- билетами Болгарского национального банка номиналом в 10, 25 (с 1962 года — 20), 50 и 100 левов эмитировались Болгарским народным банком[10][11]

Развитое сельское хозяйство.
Достаточно развитая промышленность (в т.ч. электронная, см. ИЗОТ), интегрированная в СЭВ.

## Культура

### Искусство
- Музей социалистического искусства

### Кинематограф и звукозапись
- Студия художественных фильмов «Бояна» (Студията за игрални филми «Бояна»)
- Студия научно-популярных и документальных фильмов «Время» (Студия за научнопопулярни и документални филми)
- Студия мультипликационных фильмов «София» (Студия за анимационни филми «София»)
- Государственное предприятие «Обработка фильмов» (ДП «Обработка на филми»)
- Балкантон — студия звукозаписи

### Средства массовой информации
Газеты, получают информацию от Болгарского телеграфного агентства (Бъ́лгарска телегра́фна аге́нция):
- Работническо дело, Партиен живот, Политическа просвета и Ново време — печатный орган ЦК БКП
- Земеделско знаме — печатный орган БЗНС
- Отечествен фронт — печатный орган Отечественного Фронта
- Труд — печатный орган Центрального совета профсоюзов
- Народна младеж и Младеж — печатный орган ЦК Димитровского коммунистического союза молодёжи
- Народна армия — печатный орган министерства народной обороны
- Поглед — печатный орган Союза болгарских журналистов
- Жената днес — печатный орган Комитета болгарских женщин
- Стыршел (болг. стършел — шершень) — сатирическая газета
- Дружинка — пионерский журнал

Единственная телерадиокомпания — Комитет телевидения и радио (Комитет за телевизия и радио).
телеканалы:
- I программа (вещает с  26.12.1959);
- II программа (вещает с 09.09.1975).

радиостанции:
- Первая программа (Първа програма)
- Вторая программа (Втора програма)
- Третья программа
- Радио Болгария

Болгария (наряду с Венгрией) были странами "социалистического лагеря", где было возможным радио вещание не только в нижнем УКВ (частоты 65,8...74 МГц), но и в верхнем УКВ-диапазоне (FM-частоты 88...104 МГц)